# Штейнгеймский человек

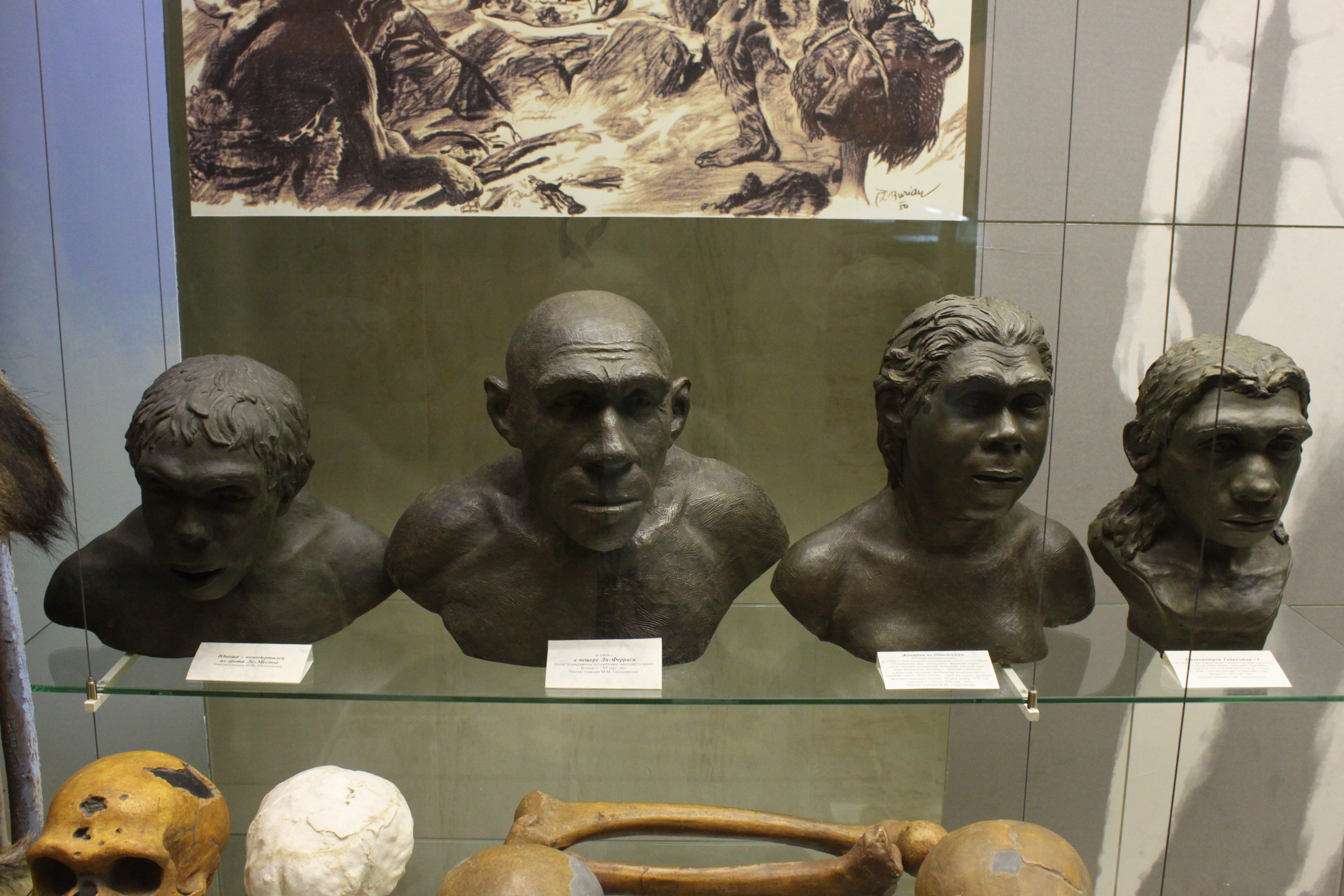
Реконструкция женщины из Штенгейма в экспозиции Дарвиновского музея 5 (вторая справа)

Штейнгеймский человек — окаменевший череп архаического гоминида, предположительно гейдельбергский человек, либо переходная форма от данного вида к неандертальцу. Череп обнаружен в 1933 году близ Штайнхайма-на-Муре (в 20 км к северу от Штутгарта, Германия).
Реконструкция окаменелости проливает новый свет на тафономическое происхождение некоторых черт, наблюдаемых на этом важном экземпляре, и приводит к морфологии, соответствующей его отнесению к линии неандертальцев
Возраст черепа оценивается от 250 до 350 тыс. лет. Череп деформирован. Объём мозга различными исследователями оценивается в 1110—1200 см³, 950, 1179 ±30, 1270 ±10 см³.